# Германско военно гробище (Гоце Делчев)
Германското военно гробище в Гоце Делчев е създадено през пролетта на 1941 година по време на Втората световна война. В гробището са погребани 180 починали в сражения на линията „Метаксас“ по време на операция „Марита“.